# Architektur in Danzig

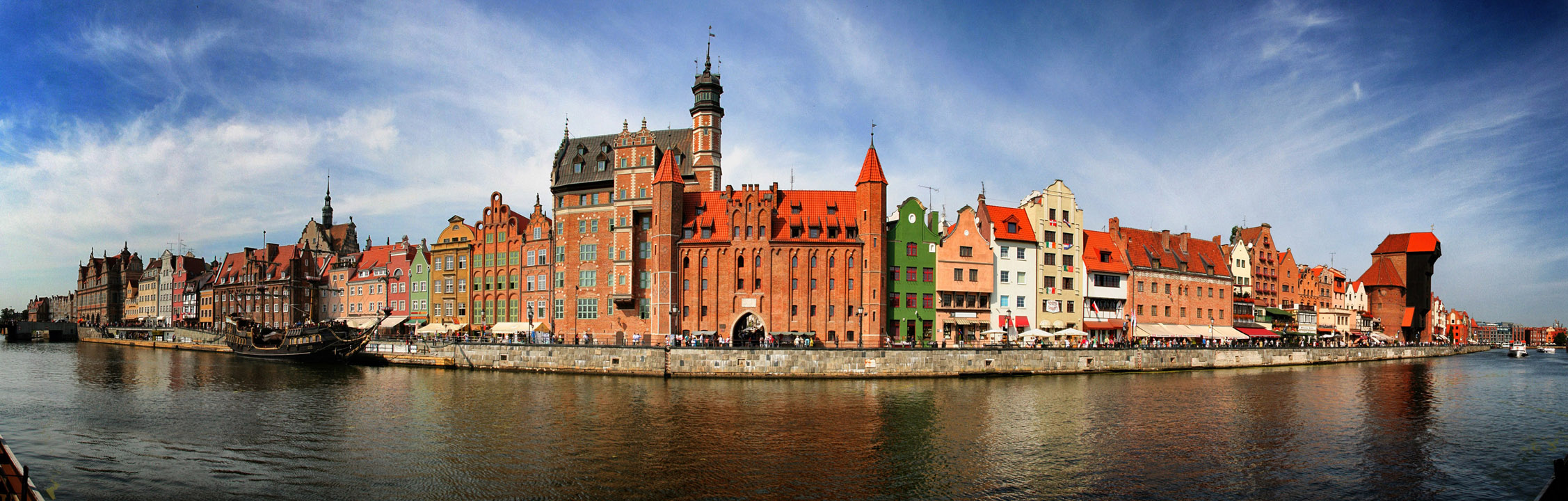
Danzig an der Mottlau

Die Architektur in Danzig war und ist eine der reichhaltigsten im nördlichen Mitteleuropa.

## Geschichte

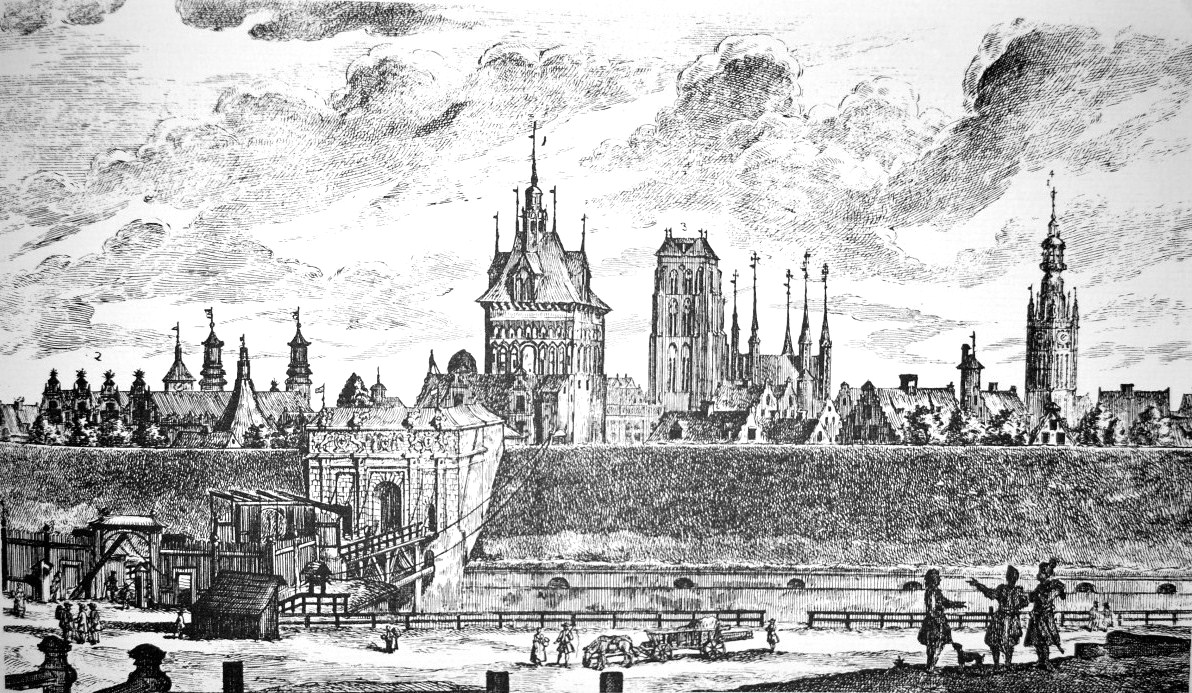
Danzig mit Hohem Tor, 1761/65, von Matthaeus Deisch

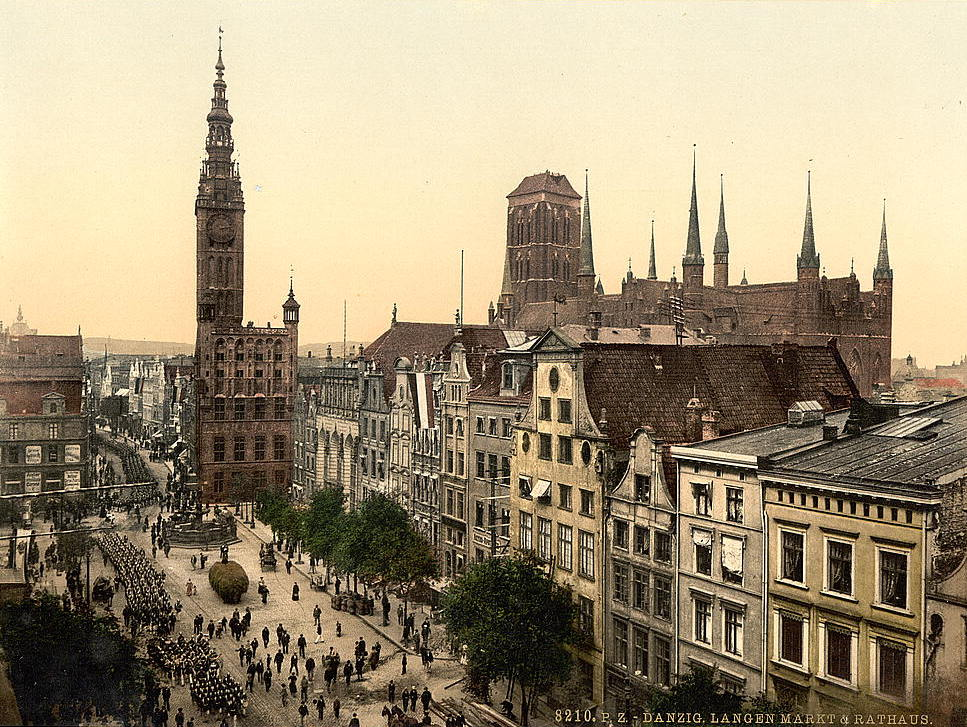
Langgasse, um 1900

Danzig war seit dem Mittelalter eine der bedeutendsten und größten Städte im Ostseeraum. Sie brachte eine reichhaltige Architektur hervor.
Im 16. und 17. Jahrhundert beeinflussten besonders flämische Vorbilder die Bauweise der Stadt.
Im 19. und frühen 20. Jahrhundert erfolgten umfangreiche Neubauten, vor allem am Rand der Innenstadt und in den umliegenden Siedlungen. Die Architekturdozenten an der neuen Technischen Hochschule in Danzig brachten seit 1904 zahlreiche neue Impulse für die Gestaltung der Stadt.
1945 wurde die Innenstadt fast vollständig zerstört. Danach erfolgte ein teilweiser Wiederaufbau, bei dem vor allem die historische Innenstadt nach den alten Vorbildern wiederhergestellt wurde. Daneben entstanden zahlreiche neue Wohn- und Geschäftsbauten.

## Bauwerke (Auswahl)

### Sakralbauten
Erhaltene historische Sakralbauten

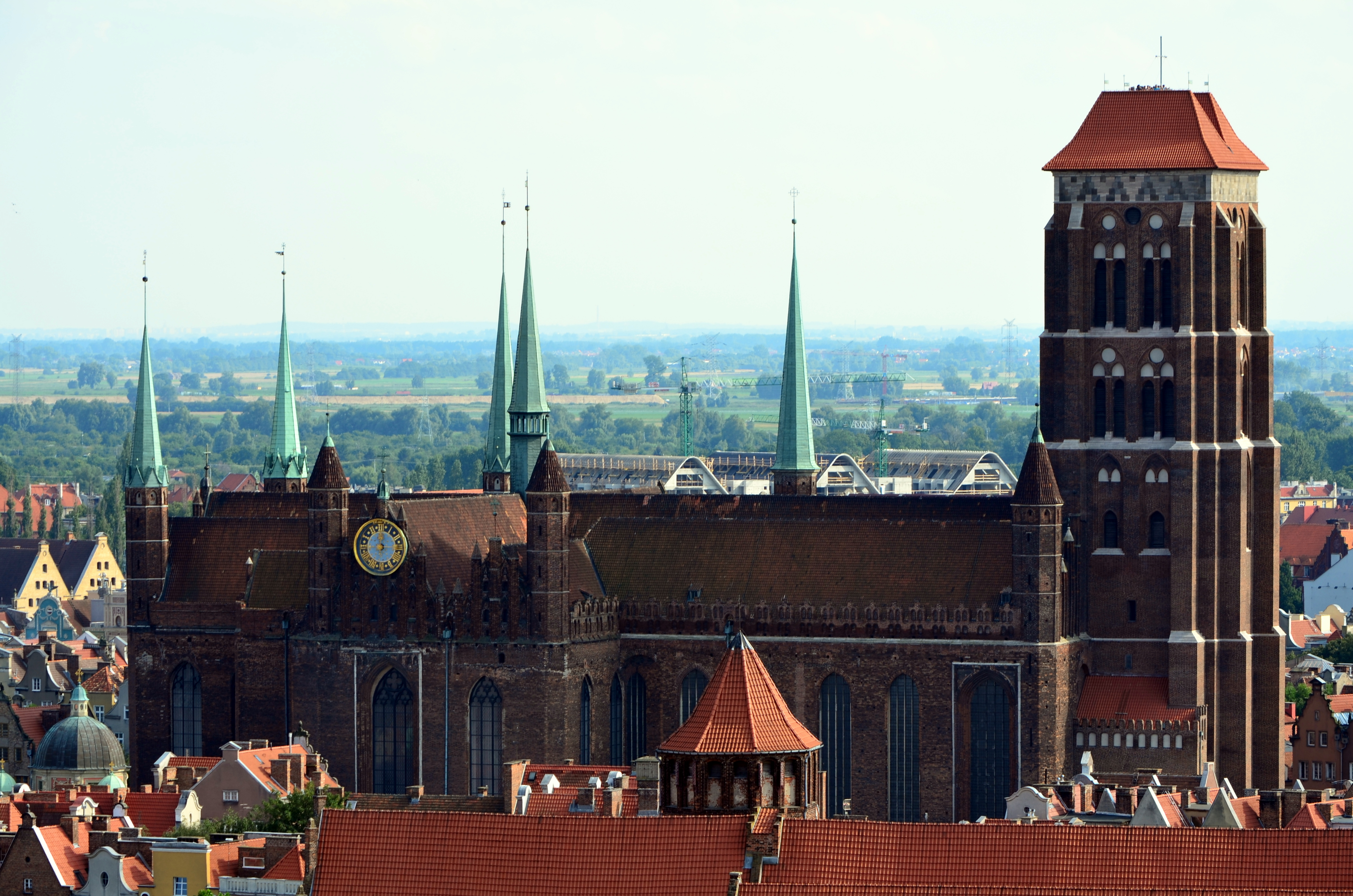
Marienkirche

- Marienkirche, 14. Jahrhundert, eine der größten Hallenkirchen weltweit
- Katharinenkirche, 14. Jahrhundert
- Bartholomäuskirche
- Johanneskirche, 14. Jahrhundert, einzige unzerstörte Kirche der Innenstadt
- Nikolaikirche
- Kirche St. Peter und Paul
- Königliche Kapelle
- Brigittenkirche, 14. Jahrhundert, ehemalige Klosterkirche
- Heilig-Geist-Kirche, 14. Jahrhundert, ehemalige Hospitalkirche
- Dom zu Oliva, ehemalige Zisterzienserkirche

- Neue Synagoge, 1927, Langfuhr, einzige erhaltene Synagoge in Danzig

Nicht erhaltene Sakralbauten
- Große Synagoge, 1887–1939

Moderne Sakralbauten
Nach 1945 wurden gebaut
- Moschee

### Historische Profanbauten (Auswahl)

#### Erhaltene historische Bauwerke
Von den historischen Bauwerken der Stadt blieben nur wenige erhalten und wurden wieder aufgebaut.
- Rechtstädtisches Rathaus
- Altstädtisches Rathaus
- Großes Zeughaus
- Artushof
- Haus der St.-Georg-Schützenbruderschaft
- Land- und Amtsgericht (Sąd Rejonowy i Okręgowy w Gdańsku)

Tore und Türme
- Krantor
- Koggentor (Grünes Tor)
- Langgasser Tor (Goldenes Tor)
- Niedertor
- Hohes Tor
- Peinkammertor
- Heilig-Geist-Tor
- Johannistor
- Frauentor
- Häkertor
- Stockturm
- Ankerschmiedeturm
- Schwanenbastei
- Jacek-Bastei (Kiek in de Kök)

Weitere Bauwerke
- Große Mühle
- Neptunbrunnen

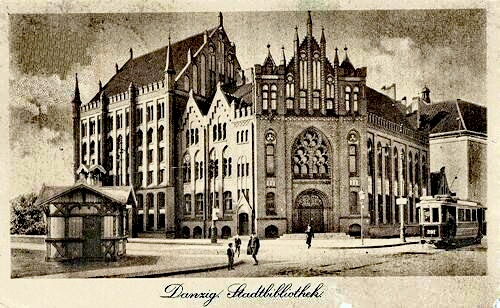
Ehemalige Stadtbibliothek

- Bibliothek der Akademie der Wissenschaften, vorher Stadtbibliothek (siehe Bild)
- Hauptbahnhof
- Löwenhof, um 1600, Vorlaubenhaus in Ohra (Orunia)
- Festung Weichselmünde

#### Rekonstruierte historische Bauwerke
Einige der zerstörten Bauten wurden nach den historischen Vorbildern wieder rekonstruiert.
- Uphagenhaus
- Ferberhaus
- Czirenberghaus
- Schumannhaus
- Englisches Haus
- Schildkrötenhaus
- Schopenhauerhaus
- Schnapsbrennerei Zum Lachs

#### Nicht erhaltene Bauwerke
- Hotel Danziger Hof, 1899–1945

### Moderne Architektur

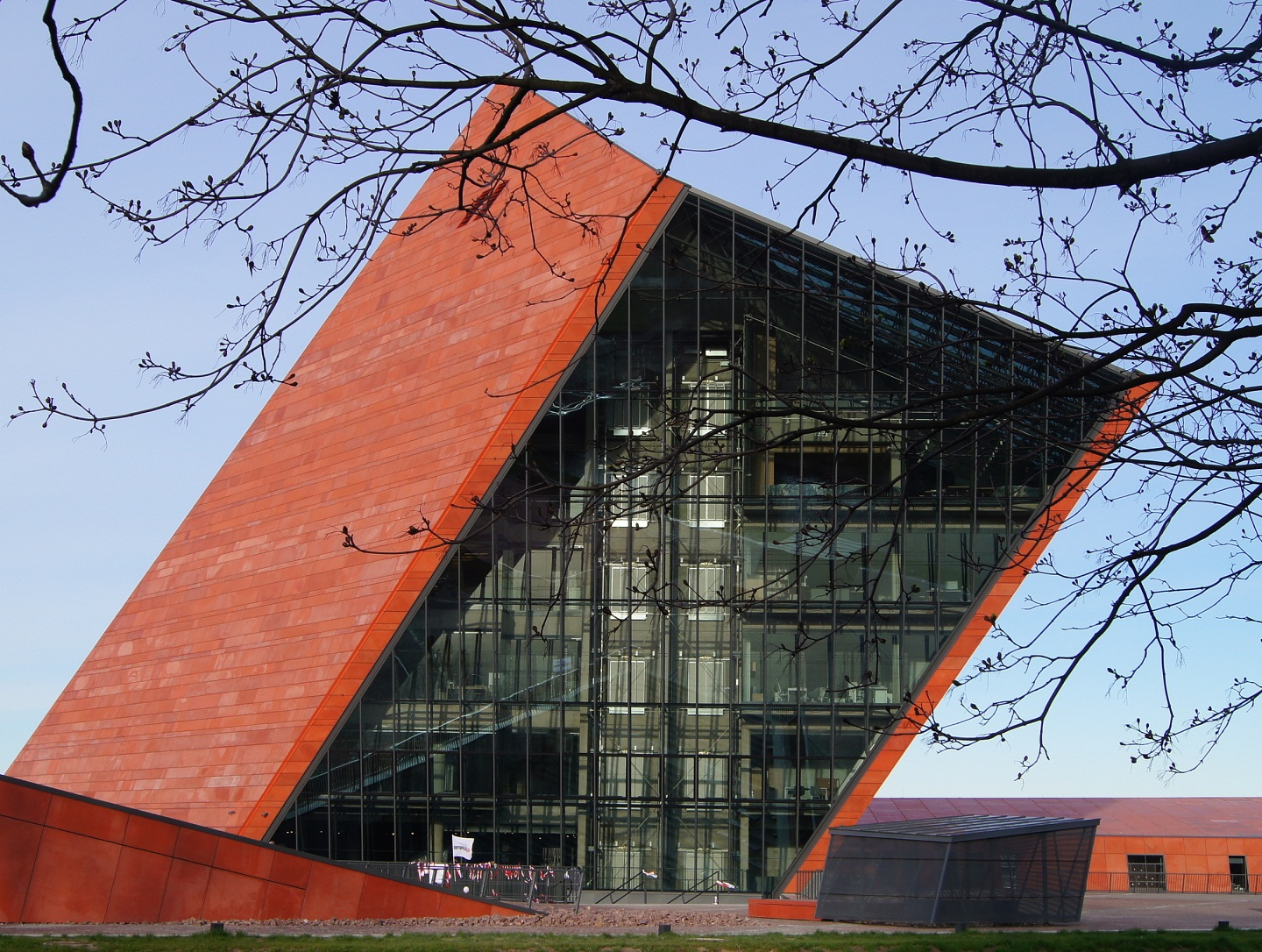
Museum Zentrum des Zweiten Weltkriegs

Nach 1945 wurden viele neue Bauwerke geschaffen
- Baltische Philharmonie
- Baltische Oper
- Küstentheater am Kohlenmarkt
- Shakespeare-Theater
- Europäisches Zentrum der Solidarność
- Museum des Zweiten Weltkriegs
- Olivia Star (2018)

## Architekten für Danzig  (Auswahl)
In Danzig wirkten zahlreiche Architekten deutscher, flämischer, polnischer und anderer Herkunft
- Heinrich Ungeradin
- Hans Kramer
- Antonis van Opberghen
- Willem van den Blocke
- Abraham van den Blocke
- Andreas Schlüter
- Georg Cuny
- Albert Carsten
- Ewald Genzmer
- Friedrich Fischer
- Curt Hempel
- Paul Kadereit
- Ernst Petersen